# Anna Schønheyder
Anna Schønheyder, född den 27 augusti 1877 i Kristiania (nuvarande Oslo), död där den 11 april 1927, var en norsk målare och textilkonstnär.
Anna Schønheyder var elev till Harriet Backer och Oluf Wold-Torne och i Paris till Eugène Carrière och Henri Matisse. Hon finns representerad på Nasjonalmuseet/Nasjonalgalleriet i Oslo med två interiörer, Vågå kirke (1906) och Pikekammeret på Lye (cirka 1907).